# 莱克普罗维登斯 (路易斯安那州)
莱克普罗维登斯（英語：Lake Providence），是美国路易斯安那州下属的一座城市。根据2010年美国人口普查，该市有人口3,991人。建置上，属于“town”。